# Gorbag
Gorbag A Gyűrűk Ura c. regény, ill. az ebből készült film egyik ork szereplője.

## Könyv
A könyv szerint Gorbag egy nagy termetű mordori ork,  a Minas Morgul-i Orkok századosa. Azt a Nazgûlt szolgálta, aki a Halott Városban tartózkodott, bár Gorbag meglehetősen zavarónak és hátborzongatónak találta ezeket a lényeket. Igazából csak a szabad népek iránti gyűlölet és félelem tartotta mordori szolgálatban, arról álmodozott, hogy a Gyűrűháború után Sagrattal és embereikkel otthagyják a szolgálatot, és letelepszenek valahol, ahol ork törvények szerint (azaz meglehetősen törvénytelenül) élhetnek, „fejesek” nélkül.

### Tevékenységei
Kémek jelentései alapján Gorbagot elküldték, hogy utánajárjon egy esetnek Cirith Ungol Lépcsőin, egy közel 80 fős kísérettel. 3019. március 13-án összefutott Sagrat csapatával, akik Cirith Ungol erődjében észlelték Frodó és a Banyapók összecsapását. Megtalálták Zsákos Frodó testét a Banyapók rejtekhelye előtt. A hatalmas Banyapók hálójába tekert Frodóról Gorbag azt hitte, hogy halott, de Shagrat mondta neki, hogy csupán eszméletlen. Gorbag észrevette, hogy a Banyapókot valaki megdöfte, csak elmenekült és mondta Shagratnak, hogy lehetséges, hogy ez egy tünde harcos, aki éppen szabadon járkál, de Sagrat semmibe vette a Gorbag figyelmeztetését. 
Frodót elhurcolták Cirith Ungol Tornyába vallatásra. Megfosztották ruháitól és a mithrilből készült értékes páncélinge feltűnt az orkoknak. Gorbag magának akarta. Sagratnak azonban parancsa volt, hogy a foglyok minden felszerelését küldje el a Fekete Toronyba. Az ing feletti vita véres párharcba torkollt, amibe, parancsnokaikat segítendő, bekapcsolódtak a többi orkok is. A két csapat teljesen kiirtotta egymást.
Utolsónak Sagrat, Gorbag, és Sagrat egyik beosztottja, Snaga maradt a teremben. Gorbag megsebesítette Sagratot egy tőrrel, de Sagrat félig megfojtotta őt, majd, halottnak gondolva, otthagyta. De Gorbag még mindig életben volt, és megpróbálta hátbadöfni Sagratot egy törött lándzsával. Sagrat torkon döfte Gorbagot, rátaposott és felszabdalta a testét.

## Film
A filmben hasonlóképp játszódik le a cselekmény, mint a könyvben, apró változtatásokkal.